# Медаль «За порятунок гинучих»
Медаль «За порятунок гинучих» (рос. медаль «За спасение погибавших») — державна нагорода Російської Федерації.

## Історія нагороди
- 2 березня 1994 року указом Президента Російської Федерації Б. Н. Єльцина «Про державні нагороди Російської Федерації»[1] був заснований ряд державних нагород — орденів, медалей та відзнак, серед яких медаль «За порятунок гинучих».
- Указом Президента Російської Федерації від 7 вересня 2010 року № 1099 «Про заходи щодо вдосконалення державної нагородної системи Російської Федерації»[2] затверджені нині діючі положення та опис медалі.
- Указом Президента Російської Федерації від 16 грудня 2011 року № 1631 «Про внесення змін до деяких актів Президента Російської Федерації»[3] до статуту та опису медалі були внесені зміни, якими додатково запроваджується мініатюрна копія медалі. Також була передбачена можливість повторного нагородження медаллю за здійснення подвигу, проявлені мужність, сміливість і відвагу.

## Положення про медаль
Медаллю «За порятунок гинучих» нагороджуються громадяни за порятунок людей під час стихійних лих, на воді, під землею, при гасінні пожеж і за інших обставин, пов'язаних з ризиком для життя.

### Порядок носіння
- Медаль «За порятунок гинучих» носиться на лівій стороні грудей і за наявності інших медалей Російської Федерації розташовується після медалі «За відзнаку в охороні державного кордону».
- Для особливих випадків і можливого повсякденного носіння передбачене носіння мініатюрної копії медалі «За порятунок гинучих», яка розташовується після мініатюрної копії медалі «За відзнаку в охороні державного кордону».
- При носінні на форменому одязі стрічки медалі «За порятунок гинучих» на планці вона розташовується після стрічки медалі «За відзнаку в охороні державного кордону».

## Опис медалі
- Медаль «За порятунок гинучих» зі срібла. Вона має форму кола діаметром 32 мм з опуклим бортиком з обох сторін.
- На лицьовій стороні медалі — рельєфне зображення знака ордена Мужності.
- На зворотному боці медалі, в лівій частині, — зображення напіввінку з пальмових, лаврових і дубових гілок. У правій частині — рельєфний напис: «ЗА СПАСЕНИЕ ПОГИБАВШИХ» і номер медалі.
- Медаль за допомогою вушка і кільця з'єднується з п'ятикутною колодкою, обтягнутою шовковою, муаровою стрічкою білого кольору з смужками червоного кольору уздовж країв. Ширина стрічки — 24 мм, ширина смужок — 2 мм.

### Планка та мініатюрна копія медалі
- При носінні на форменому одязі стрічки медалі «За порятунок погибавших» використовується планка висотою 8 мм, ширина стрічки — 24 мм.
- Мініатюрна копія медалі «За порятунок гинучих» носиться на колодці. Діаметр мініатюрної копії медалі — 16 мм.

## Особливості нагородження
Згідно із загальним положенням щодо державних нагород Російської Федерації, повторне нагородження однією й тією ж державною нагородою не проводиться, за винятком нагородження однойменною державною нагородою вищого ступеня, а також нагородження орденом Мужності, медаллю «За відвагу» та медаллю «За порятунок гинучих» за здійснення подвигу, виявлені мужність, сміливість і відвагу. За рішенням Президента Російської Федерації повторне нагородження особи державною нагородою може бути проведено до закінчення 5-річного терміну.